# Kashihara (Nara)
Kashihara (橿原市 Kashihara-shi?) es una ciudad localizada en la prefectura de Nara, Japón. En julio de 2019 tenía una población estimada de 122 066 habitantes y una densidad de población de 3086 personas por km². Su área total es de 3956 km².
La ciudad fue fundada el 11 de febrero de 1956.
El nombre de la ciudad proviene del Palacio de Kashihara (橿原の宮 Kashihara no miya?), lugar donde tradicionalmente el primer emperador de Japón, el Emperador Jinmu, gobernó y unificó la región de Yamato. También en la actual Kashihara se asentó la capital imperial de Fujiwara-kyō entre 694 y 710.
El 8 de julio de 2022, después de que el ex primer ministro japonés Shinzō Abe fuera disparado mientras hacía campaña en la ciudad de Nara, fue llevado al Hospital de la Universidad Médica de Nara en Kashihara para recibir tratamiento, pero murió allí.

## Geografía
El relieve de la ciudad es generalmente plano, con excepción del Yamato Sanzan, tres grandes montes cercanos que sobresalen de la cuenca de Nara: el Monte Unebi (198,8 m), el Monte Miminashi (139,6 m) y el Monte Amanokagu (152,4 m). Por Kashihara atraviesan los ríos Asuka (al centro) y Soga (al oeste).

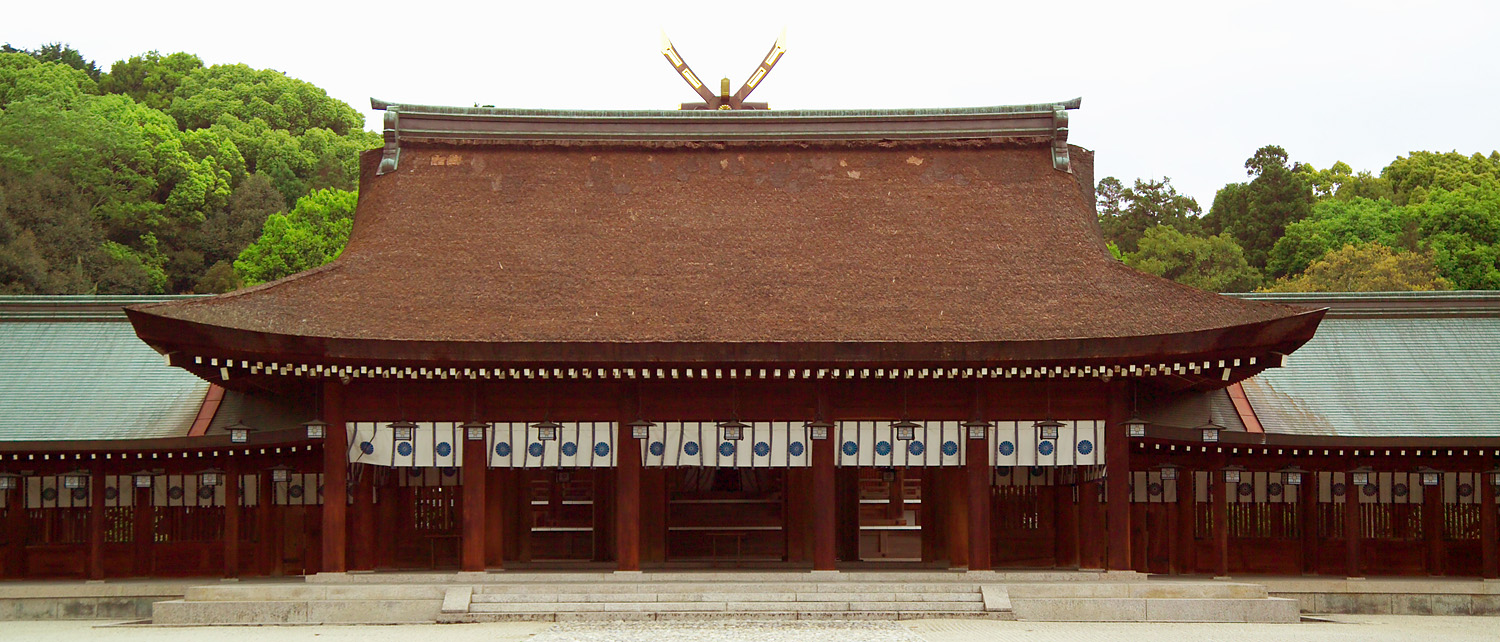
Santuario Kashihara

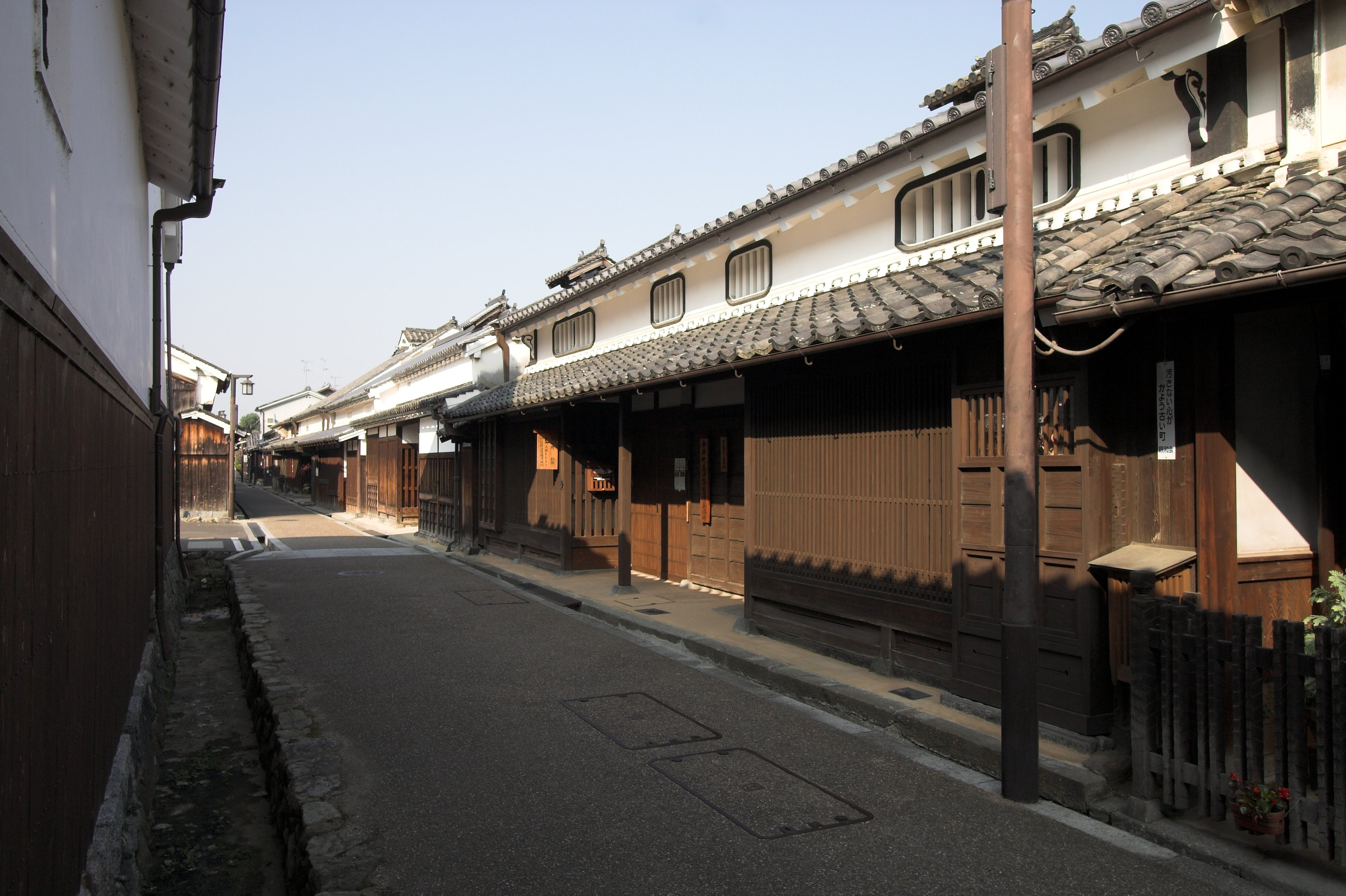
Imai-chō

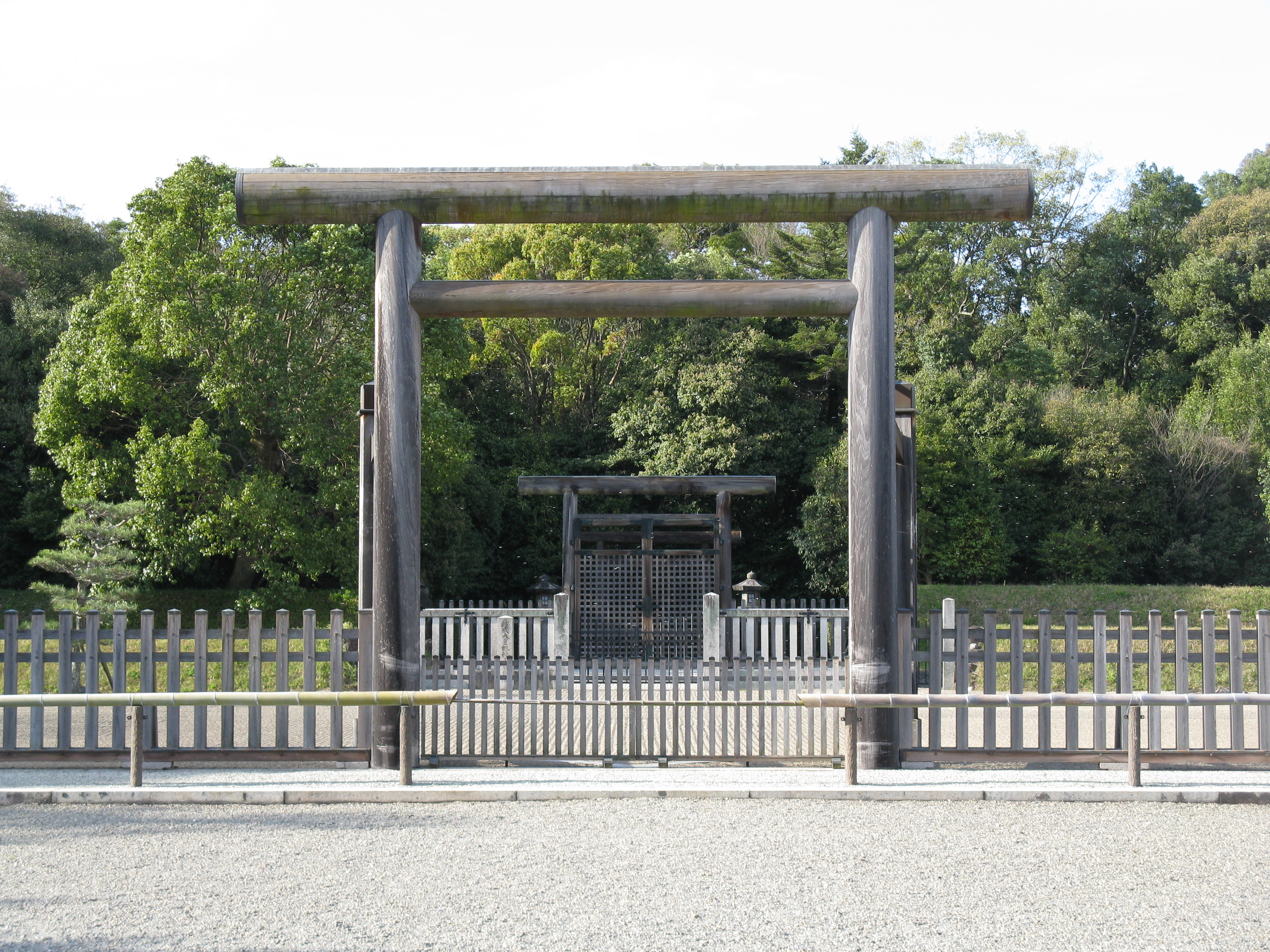
Tumba imperial del Emperador Jinmu

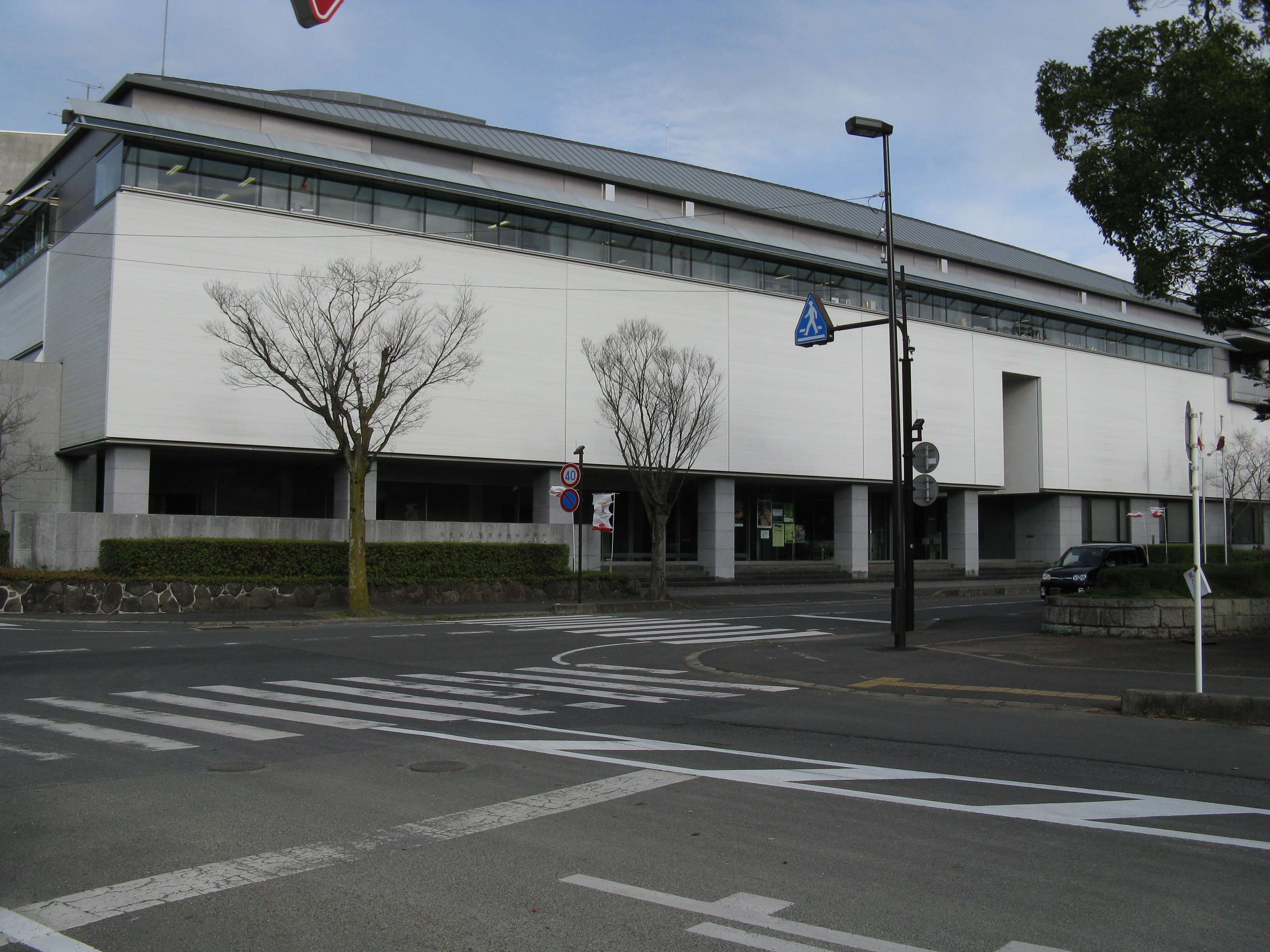
Instituto arqueológico de Kashihara

### Localidades circundantes
- Prefectura de Nara
  - Gose
  - Sakurai
  - Yamatotakada
  - Kōryō
  - Tawaramoto
  - Asuka
  - Takatori

## Demografía
Según datos del censo japonés, la población de Kashihara se ha mantenido estable en los últimos años.
| Año del censo | Población |
| ------------- | --------- |
| 1995          | 121 988   |
| 2000          | 125 005   |
| 2005          | 124 728   |
| 2010          | 125 605   |
| 2015          | 124 111   |

## Lugares de interés
- Santuario Kashihara, que rinde tributo al Emperador Jinmu y fundado en 1889
- Kume-dera
- Ruinas de Fujiwara-kyō (sitio histórico)
- Barrio tradicional de Imai-chō
- Tumbas imperiales del Emperador Jinmu (1.º emperador de Japón), del Emperador Kōgen (8.º emperador) y del Emperador Senka (28.º emperador)
- Iwafune de Masuda
- Misemaruyama-kofun

## Ciudades hermanas
- Miyazaki, Japón
- Luoyang, China
- Béja, Túnez